# Achilles (1559)
«Ахиллес» — военный корабль датско-норвежского флота во время Семилетней войны в Скандинавии. Этот крупный корабль участвовал в морских сражениях до кораблекрушения в Готланде 27 июля 1566 года. Корабль, впервые упомянутый в 1559 году, потерял весь свой экипаж во время шторма, который почти уничтожил военный флот Дании, дав шведам господство над Балтийским морем. «Ахиллес» был спасён шведами. После войны он был возвращён в Данию вместе со всеми другими датскими судами.

## История
При короле Дании и Норвегии Кристиане III был составлен список военных кораблей унии. В нём впервые был упомянут корабль «Ахиллес» с экипажем из 64 человек. В среднем на этом корабле могло разместиться несколько сотен моряков, стрелков и солдат. Во время Северной семилетней войны экипаж «Ахиллеса» достигал 412 человек.
«Ахиллес» был в составе датской флотилии адмирала Якоба Брокенхууса, блокировавшей шведское побережье в 1563 году. В морской битве при Борнхольме датские корабли были разбиты шведской флотилией адмирала Якоба Багге, а «Ахиллес» получил очень тяжёлые повреждения. Впоследствии корабль был отремонтирован в Копенгагене под руководством адмирала Педера Скрама. На тот момент «Ахиллес» был третьим по величине кораблём датско-норвежского флота.
«Ахиллес» участвовал в большинстве морских сражений до 1566 года, но, как и другие суда флота унии, сильно пострадал во время сильного шторма 27-28 июля у Готланда. «Ахиллес» до 31 августа пытался спастись, откачивая воду и в то же время производя ремонт. Но продолжать работу было невозможно, поэтому корабль был затоплен. Позже «Ахиллес» был спасён и спущен с верфи, но вскоре его захватили шведы.
После подписания мирного договора в Штеттине в 1570 году шведам пришлось вернуть все захваченные корабли. «Ахиллес» был отправлен в Копенгаген в 1571 году и через год был пущен на слом.